# Csuty Benedek
Csuty Benedek (? - 1681. november) uradalmi felügyelő és kormányzó, levélhordó követ. Személye Móricz Zsigmond egyik regényében is feltűnik.

## Élete
1666-ban a Thököly-örökösök nevében is ő intézkedett. 1667-ben részt vehetett Rhédey Ferenc huszti temetésén. 1668-ban Ujhelyi Pállal együtt honosították Erdélyben. 1669. február 24-én megjelent az erdélyi országgyűlésen és a Thököly családot képviselve a Bethlen Druzsina-féle örökség ügyében folyamodott eredmény nélkül.
Wesselényi Ferenc halála után a vezető nélkül maradt mozgalom ügyében, Thököly István familiárisaként mentegető levelet írt Teleki Mihálynak.
1670 februárjában az országgyűlésen ő képviselte Thököly Istvánt ingatlan ügyekben.
1670 októberében Radics András és Csuthi Benedek jártak közben a Thökölyek nevében I. Apafi Mihály (1661–1690) fejedelemnél a huszti uradalom és vár ügyében. Thököly István Teleki Mihályhoz küldte szóbeli üzenetekkel. Thököly Imre házitanítója, Csucsi János tájékoztatta Csuthi Benedeket és Keczer Menyhértet a későbbi történésekről és valószínűleg Thököly István haláláról, aki végrendeletében köntöst és ezer forintot hagyott hű szolgájára. A Thököly-familiárisok közül 1670. december 24-én Husztra érkezett Csuthi Benedek, utána december 26-án Jármi és Tunyogi Sámuel is csatlakozott hozzá. Megmaradt a Thököly család szolgálatában, de már mint Thököly Imre familiárisa.
Csuthi Benedek pénzt és egyéb értékes szállítmányokat hozott és kísért. Beszterceszékbe kvártélyba több szolgával is ő indult.
1678-tól Thököly Imre vajdahunyadi uradalmának felügyelője és teljhatalmú kormányzója.
Baranovszky György intézte a hagyatékát, mivel Szebenben hagyott javait Faigel elhozta, és mivel nem hagyott végrendeletet, azt várták, hogy Thököly döntsön annak sorsáról.
Valószínűleg rokonságban állt a Tholt családdal.

## Művei
- Levelezéséből maradtak fenn iratok, mivel azokat Koháry István elfogta. Ezeket Gyulafehérvárról és Boroskrakkóból címezte.[10]

A Teleki család marosvásárhelyi levéltárában volt több kiadatlan levele.